# The Midwest Cowboy
Pour les articles homonymes, voir Cowboy.
Albums de Bizzy Bone
The Story
(2006) Evolution of Elevation
(2006)
The Midwest Cowboy est le septième album studio de Bizzy Bone, sorti le 11 juillet 2006.
L'album s'est classé 41e au Top R&B/Hip-Hop Albums.

## Liste des titres
Tous les morceaux sont produits par Playalitical, à l'exception de Thugs Need Love Too, produit par Pop Sykle.
| No  | Titre                                        | Contient un (des) sample(s) de              | Durée |
| --- | -------------------------------------------- | ------------------------------------------- | ----- |
| 1.  | We Come Right Away                           |                                             | 1:58  |
| 2.  | Around the World                             | Lost Carol d'Akira Yamaoka                  | 4:39  |
| 3.  | It's the Light                               |                                             | 3:35  |
| 4.  | Lovey, Dovey                                 |                                             | 4:28  |
| 5.  | The Music                                    |                                             | 0:19  |
| 6.  | Thugs Need Love Too (featuring Playalitical) | Kissin' You de Total                        | 4:29  |
| 7.  | If the Sky Falls                             | I Want Love d'Akira Yamaoka                 | 4:16  |
| 8.  | Wit a $20 Dolla Bill (featuring Young Droop) |                                             | 4:49  |
| 9.  | Lessons of Life                              |                                             | 0:55  |
| 10. | I Must Fess Up                               | Please Love Me... Once More d'Akira Yamaoka | 4:26  |
| 11. | All We Can Be                                |                                             | 4:37  |
| 12. | Doin' It Wrong (featuring Playalitical)      |                                             | 5:17  |
| 13. | Blown Away (featuring Spoke-In-Wordz)        |                                             | 3:47  |
| 14. | What Do We Say ?                             |                                             | 3:56  |
| 15. | Come, Go, See, Know                          |                                             | 4:36  |